# Le Messager (Cameroun)
Pour les articles homonymes, voir Le Messager.
Le Messager est un quotidien camerounais édité par le groupe de presse Free Media. Il emploie une vingtaine de journalistes et dispose d'une version électronique en ligne, accessible par abonnement .
Free Media group était également l'éditeur du journal satirique Le Messager-Popoli (qui a donné naissance au titre Le Popoli, désormais indépendant du groupe).

## Histoire
Le Messager est un journal d'information et de débat, fondé le 17 novembre 1979 par Pius Njawé alors âgé de 22 ans. Il en est le directeur jusqu'à son décès intervenu le 12 juillet 2010 en Virginie aux États-Unis où il s'était déplacé pour une conférence d'opposition à Paul Biya. 

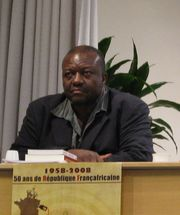
Le fondateur du Messager, Pius Njawé, lors d'une conférence à Paris en novembre 2008

Au cours de sa vie, Pius Njawé a été interpellé 126 fois par la police mais son combat pour la liberté d'expression l'a aussi récompensé de plusieurs titres : Lauréat du Prix de la libre expression en 1991, il est également Plume d'or de la Liberté en 1993. 
Le Messager, véritable institution de la presse camerounaise et premier journal indépendant du pays, a subi plusieurs interdits de publication en 1991 (cinq mois) et en 1992 (un mois avant l'élection présidentielle). Pius Njawé décida alors de fuir au Bénin durant cette dernière suspension, où ses journalistes lui font parvenir leurs écrits afin qu'il puisse imprimer quelques exemplaires et les vendre sous le manteau. 
En 1996, Pius Njawé est arrêté à la suite d'un article dans une rubrique satirique du Messager dans lequel il a qualifié la nouvelle Constitution du Cameroun de « con-stitution » et a évoqué les « dépités » du Parlement. Il avait aussi ironisé sur la création du Sénat qui donnait de droit des sièges aux anciens chefs d'État. Paul Biya étant le seul président que le Cameroun a connu depuis 1982, il avait alors énoncé que celui-ci souhaitait s'assurer une retraite. Il a été condamné à de la prison ferme pour « outrage au chef d'État ». 
Une période difficile a ensuite lieu pour Le Messager : Ses journalistes sont régulièrement interpellés et restent parfois deux jours en garde à vue, les tribunaux infligent au quotidien de fortes amendes (160 000 francs CFA en 1995) mais des avocats acceptent de défendre le journal gratuitement. 
Paul Louis Nyemb Ntoogue, plus connu sous le nom d'artiste de Nyemb Popoli, éditait un cahier satirique Le Messager Popoli avant que celui-ci devienne indépendant en 2003 sous le titre Le Popoli,.
La radio Freedom FM a été mise sous scellés le 23 mai 2003 la veille du lancement prévu. L'interdiction a été levée le 14 juillet 2005.
Le Messager est passé le lundi 13 septembre 2004 de trihebdomadaire à quotidien.
À la fin de l'année 2005, le journal était en proie à de graves difficultés financières, laissant planer de nombreux doutes sur son avenir d'après son directeur, Pius Njawé. 
En 2009, le journal fête ses trente années d'existence sous la devise « Le Messager fête la presse libre, la presse fête les libertés ». A cette occasion, une série d'évènements est organisée du 14 au 20 novembre : journées portes ouvertes, exposition de dessins et de photos de presse, concert grand public avec de célèbres musiciens nationaux... Le quotidien annonce au cours de ces festivités qu'à la suite d'une attaque informatique au mois de février, le journal en ligne a été entièrement refondu pour offrir aux internautes un site web interactif offrant un accès via le téléphone mobile. 
La même année, les difficultés financières se poursuivent. Théophile Kouamouo, journaliste et auteur d'origine camerounaise déclare alors dans un article du Nouvel Observateur publié en décembre 2009 « Si Le Messager meurt, c’est une part de notre rêve qui meurt avec lui. Car l’histoire de Pius Njawé et de son journal est une belle histoire, une authentique belle histoire. C’est l’histoire d’un jeune homme qui n’a pas eu la chance de faire des longues études, amoureux des lettres et d’une certaine idée de son pays, qui a lancé en 1979, dans une ville de province, Bafoussam, un hebdomadaire qui résiste depuis trois décennies. C’est l’histoire d’un patron de presse courageux dont le journal a ouvert mon esprit et mon cœur à la cause de la démocratie et de la liberté. Je n’avais pas quinze ans, je lisais encore des trucs comme « OK Podium » quand j’ai commencé à lire Le Messager, ses éditorialistes remplis de talent et son regard sans concession mais plein d’amour pour le Cameroun et l’Afrique. Malgré tous les défauts qu’on peut trouver à Njawé et au Messager, il y a un côté chevaleresque dans cette aventure». 
En 2012, Le Messager a été classé  « journal privé le plus vendu au Cameroun » tirant entre de 8 000 et 10 000 exemplaires par jour. L'année suivante, une rumeur circule sur la toile au mois de décembre selon laquelle le quotidien ne serait plus diffusé. Il s'agit en fait d'un canular. 
Le 19 décembre 2013, trois ans après le décès de Pius Njawé, Le Messager annonce que le nouveau directeur de publication est Frédéric Boungou. Celui s'était exprimé en 2012 sur la finalité du journal et avait dit qu'il devait « observer la société pour mieux la décrire, mais également donner son opinion pour faire bouger les décideurs ».
Le journaliste Rodrigue Tongué est poursuivi en justice à partir d'octobre 2014 devant un tribunal militaire car il souhaitait vérifier une information auprès d'agents de police. En 2016, son procès n'était toujours pas réalisé. 
Le Messager est encore paru parfois avec des blancs pour raison de censure et essuie régulièrement les pressions des autorités gouvernementales.
Le 26 octobre 2017, l'ancien chroniqueur politique du Messager, Alex Gustave Azebaze, devient directeur de publication du journal. Le 13 juillet 2018, Azebaze est suspendu de ses fonctions et remplacé le 30 juillet 2018 par Denwo Jean François Channon.